# Långnäsudden, Raseborg
Långnäsudden är en udde i Finland.   Den ligger i den ekonomiska regionen  Raseborg  och landskapet Nyland, i den södra delen av landet, 100 km väster om huvudstaden Helsingfors.
Terrängen inåt land är platt. Runt Långnäsudden är det glesbefolkat, med 19 invånare per kvadratkilometer. Närmaste större samhälle är Ekenäs, 13,1 km öster om Långnäsudden. I omgivningarna runt Långnäsudden växer i huvudsak barrskog.